# Flettner-Rotor

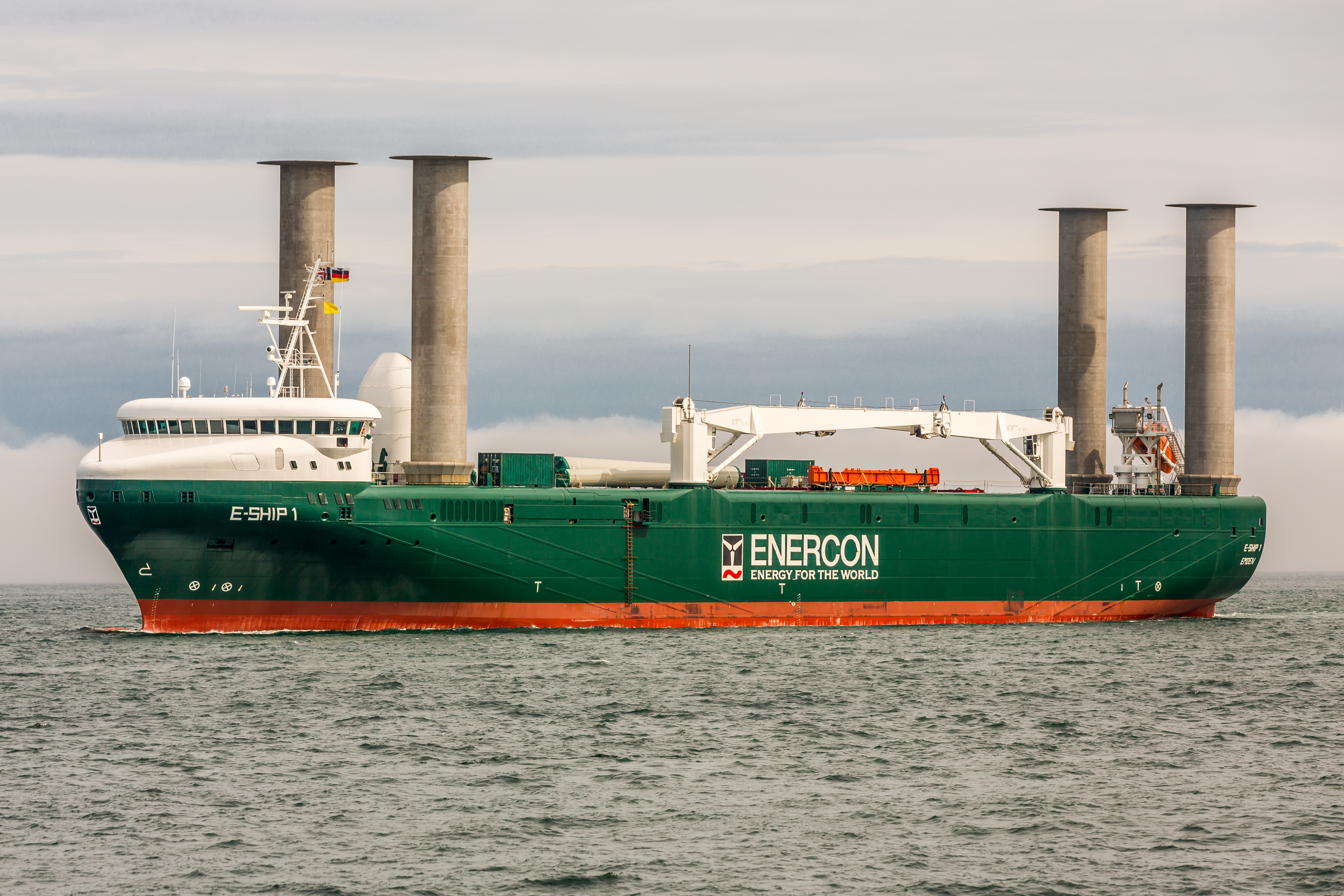
Der Antrieb der E-Ship 1 wird durch vier Flettner-Rotoren verstärkt

Vortrieb am Schiff

Der Flettner-Rotor ist ein der Windströmung ausgesetzter rotierender Zylinder. Er wirkt wie ein Segel und erzeugt durch den Magnus-Effekt eine Kraft quer zur Anströmung. Benannt ist er nach Anton Flettner, der ihn als Schiffsantrieb patentieren ließ.
Der Flettner-Rotor kommt vor allem bei Rotorschiffen zur Anwendung. Ein alleiniger Rotorantrieb ist grundsätzlich nicht möglich, da er bei fehlendem Wind keinen Vortrieb und auch keine Manövrierfähigkeit sichert.
Der Flettner-Rotor ist nicht mit dem Flettner-Doppelrotor des gleichen Erfinders zu verwechseln, einer Rotorkonfiguration für Hubschrauber.

## Aufbau

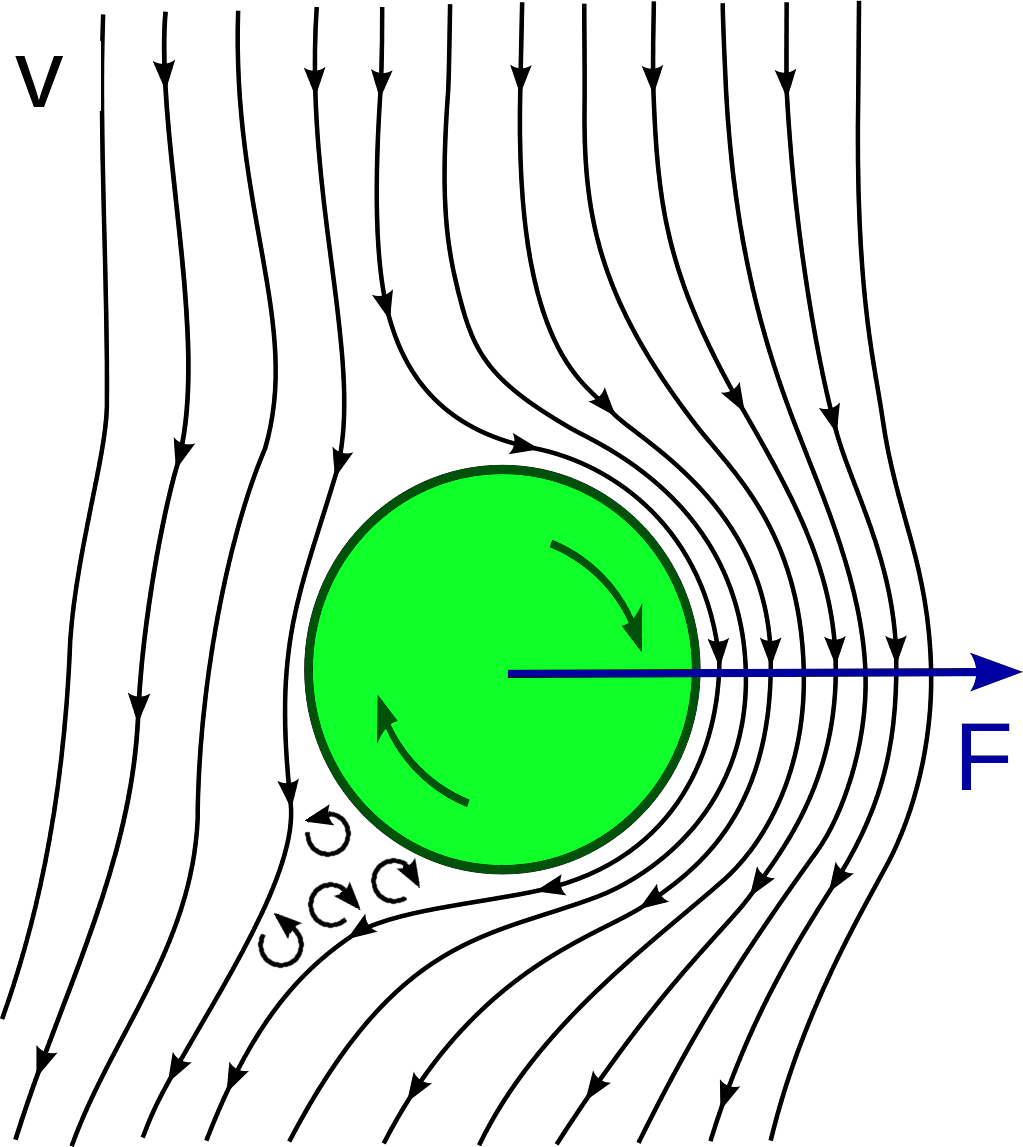
Magnus-Effekt am Flettner-Rotor

Als Schiffsantrieb besteht ein Flettner-Rotor aus einem senkrecht stehenden, hohen, rotierenden Zylinder aus Blech oder aus Verbundwerkstoffen, dessen größere Endscheiben die Strömung am Rohr halten und dadurch eine sonst deutliche Verringerung des Wirkungsgrades am Ende des Rotors verhindern. Der Rotor wird mit einer an die herrschende Windgeschwindigkeit angepassten Geschwindigkeit gedreht. Üblich ist ein elektrischer Antrieb.

## Prinzip

Kräfte am Flettner-Rotor

Kurse zum Wind eines Rotorschiffs

- Ein angeströmter starrer Zylinder würde nur durch den Windwiderstand der projizierten Fläche Kraft erzeugen, und zwar in Strömungsrichtung.
- Ein rotierender Zylinder hingegen erzeugt durch den Magnus-Effekt aus Sog- und Staudruckkräften darüber hinaus eine weitaus größere und quer zur Anströmung gerichtete Ablenkungskraft.
- Ein ausschließlich mit Flettner-Rotoren ausgerüstetes Schiff muss daher ähnlich einem Segelschiff gegen den Wind aufkreuzen und bleibt bei Flaute antriebslos.

Bläst Wind gegen einen rotierenden Zylinder, so wird die Luft beschleunigt, wo Drehsinn des Zylinders und Windrichtung zusammenkommen. Auf der gegenüberliegenden Zylinderseite wird sie abgebremst, strömt also langsamer. Dies erzeugt Unterdruck (schnellere Strömung) und Überdruck (verlangsamte Strömung), in Summe also eine quer zur Strömung wirkende Kraft (dynamischer Auftrieb, in der Grafik F), ähnlich wie an einem stehenden (Flugzeug-)Tragflügel, doch mit weitaus besserem Wirkungsgrad – rund dem Zehnfachen eines Segels oder starren Tragflügels mit gleichem Windwiderstand. Diese (Teil-)Kraft wirkt in die Richtung, in der Strömungsrichtung und Drehrichtung des Körpers gleichsinnig sind, und hängt (wie letztlich die Fahrgeschwindigkeit) von der Anströmungsgeschwindigkeit, der Drehgeschwindigkeit des Rotors und entscheidend auch vom Verhältnis beider zueinander ab. Die Geschwindigkeit der Rotoroberfläche liegt oft etwa beim Drei- bis Vierfachen der Windgeschwindigkeit, um einen sehr effizienten Antrieb zu ermöglichen, was bei Schiffsantrieben bisher im Bereich von ca. 100 Umdrehungen pro Minute lag.
Eine Änderung der Drehrichtung des Rotors bewirkt die Umkehrung der dadurch erzeugten Kraftkomponente F2. In jedem Fall aber wirkt eine zweite Kraftkomponente, die aus dem Widerstand entsteht, in Strömungsrichtung: F1. Die Summe (Resultierende R) dieser beiden Teilkräfte wird genutzt.
Die durch die Rotation erzeugten quer zum Wind wirkenden Antriebskräfte der Rotoren leisten, wie normale Segel, keinen Vortrieb bei Im-Wind-Kursen und – im Gegensatz zu normalen Segeln – auch kaum bei Kursen vor dem Wind.
Die Drehzahl des Rotors muss mit der Windgeschwindigkeit gesteigert werden, sodass bei hoher Windenergie auch hohe Antriebsenergie für die Rotoren bereitzustellen ist, jedoch bei geringer Windenergie ein verhältnismäßig größerer Aufwand für das Betreiben der Rotoren anfällt.
Sigurd Savonius forschte daran, die Zylinder mit Windkraft anzutreiben und erfand und entwickelte dabei den Savonius-Rotor. Für den Antrieb wäre auch eine andere Windturbine mit vertikaler Welle geeignet.
Auch Laurence J. Lesh tüftelte an einem Rotorschiff mit vom Wind angetriebenen Rotoren. Der Lesh-Rotor war ein linsenförmiges aerodynamisches Profil, das nicht selbst in Rotation kommen konnte, sich aber in beide Rotationsrichtungen starten ließ. Nach Modellversuchen versprach der Rotor nahezu viermal mehr Vorschub als ein Segel. Mit dem Rotor konnte auch eine Halse gefahren werden ohne den Rotor umzubauen, wie beim Savonius-Rotor oder anderen Turbinen mit vertikaler Achse nötig. Die Profile ließen sich bei höheren Windgeschwindigkeiten aber auch ganz anhalten und wie ein Segel nutzen. Ein Versuchsboot für einen Rotor in Originalgröße wurde 1933 in Chicago gebaut.
Nach Erfahrungen des Betreibers Norsepower lässt sich bei Nutzung eines modernen Flettner-Rotors in Leichtbauweise mit einem elektrischen Energieverbrauch von weniger als 90 kW für die Elektromotoren des Rotors eine konventionelle Maschinenleistung von bis etwa 3 MW ersetzen.

## Verwendung
Rotorschiffe wurden zuerst während der 1920er Jahre und von Flettner selbst entwickelt, konnten sich allerdings nicht durchsetzen und verloren in den Jahren nach 1930 den wirtschaftlichen Konkurrenzkampf gegen Wärmekraftmaschinen (Dampfmaschinen und -turbinen sowie Dieselmotoren) in gleichem Maße wie die Segelantriebe.
Anfang der 1980er Jahre entwickelten Lucien Malavard, Bertrand Charrier und Jacques-Yves Cousteau ein neues Segelprinzip basierend auf dem Magnus-Effekt. Cousteau ließ 1982 den Katamaran Moulin à Vent mit einem Prototyp des Segels aus einem senkrechten Rohr mit länglich-elliptischem Querschnitt ausstatten. 1985 lief das Forschungsschiff Alcyone mit zwei Segeln aus senkrechten elliptischen Rohren vom Stapel. Das Segelsystem mit dem Namen Turbovoile bzw. Turbosail ist als Hilfsantrieb konzipiert. Anstatt wie der Flettner-Rotor zu rotieren und dadurch den Bereich niedrigen Luftdrucks möglichst lange an der Oberfläche zu halten, wurde der Wirkbereich des schnelleren Luftstroms auf der Lee-Seite durch einen Strömungsabweiser und eine Saugvorrichtung zum Absaugen der Turbulenzen hinter dem Abweiser maximiert. Für die Calypso II war ein Turbovoile mit nahezu eiförmigem Querschnitt vorgesehen, das Schiff wurde aber nie gebaut.
Am 2. August 2008 lief in Kiel das E-Ship 1 vom Stapel, das echte Flettner-Rotoren in bis zu diesem Zeitpunkt nicht genutzter Größe verwendet. Die Flettner-Rotoren sind nicht nur Hilfsantrieb, sondern wirken mit ihren Drehimpulsen auch als Schiffsstabilisatoren.
Heutzutage werden Flettner-Rotoren bei Schiffen als Zusatzantrieb verbaut, um einen energiesparenden Hybridantrieb zu bilden.
In Japan laufen drei Kleinwindkraftanlagen mit Flettner-Rotoren.

### Schiffe

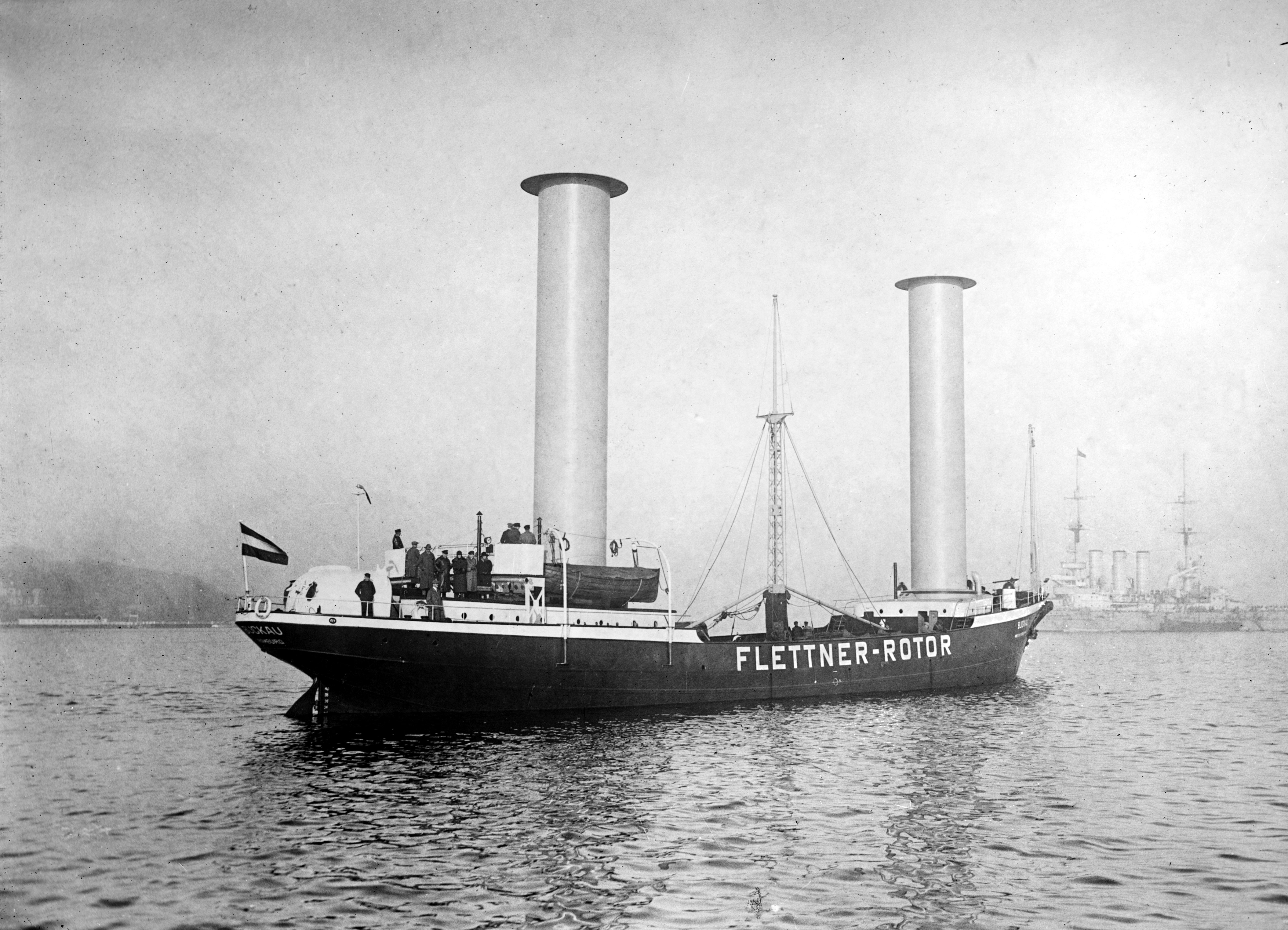
Buckau 1924, erstes Schiff mit Flettner-Rotoren

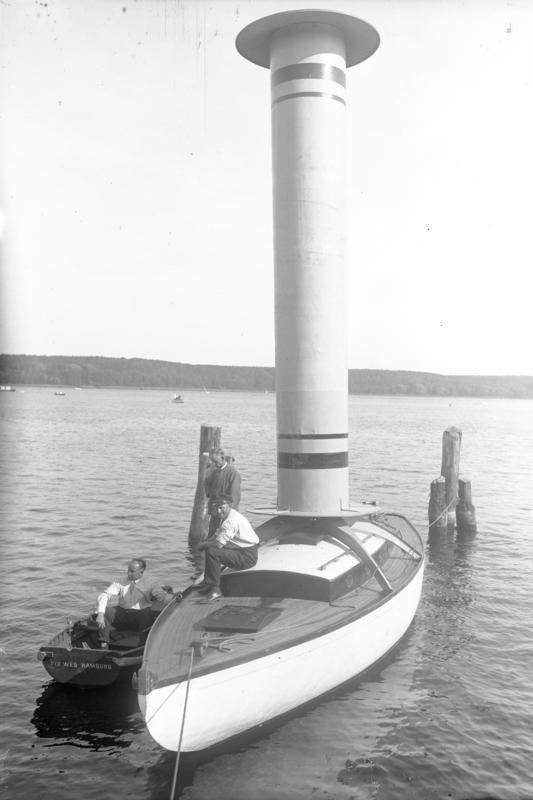
Flettners Rennyacht

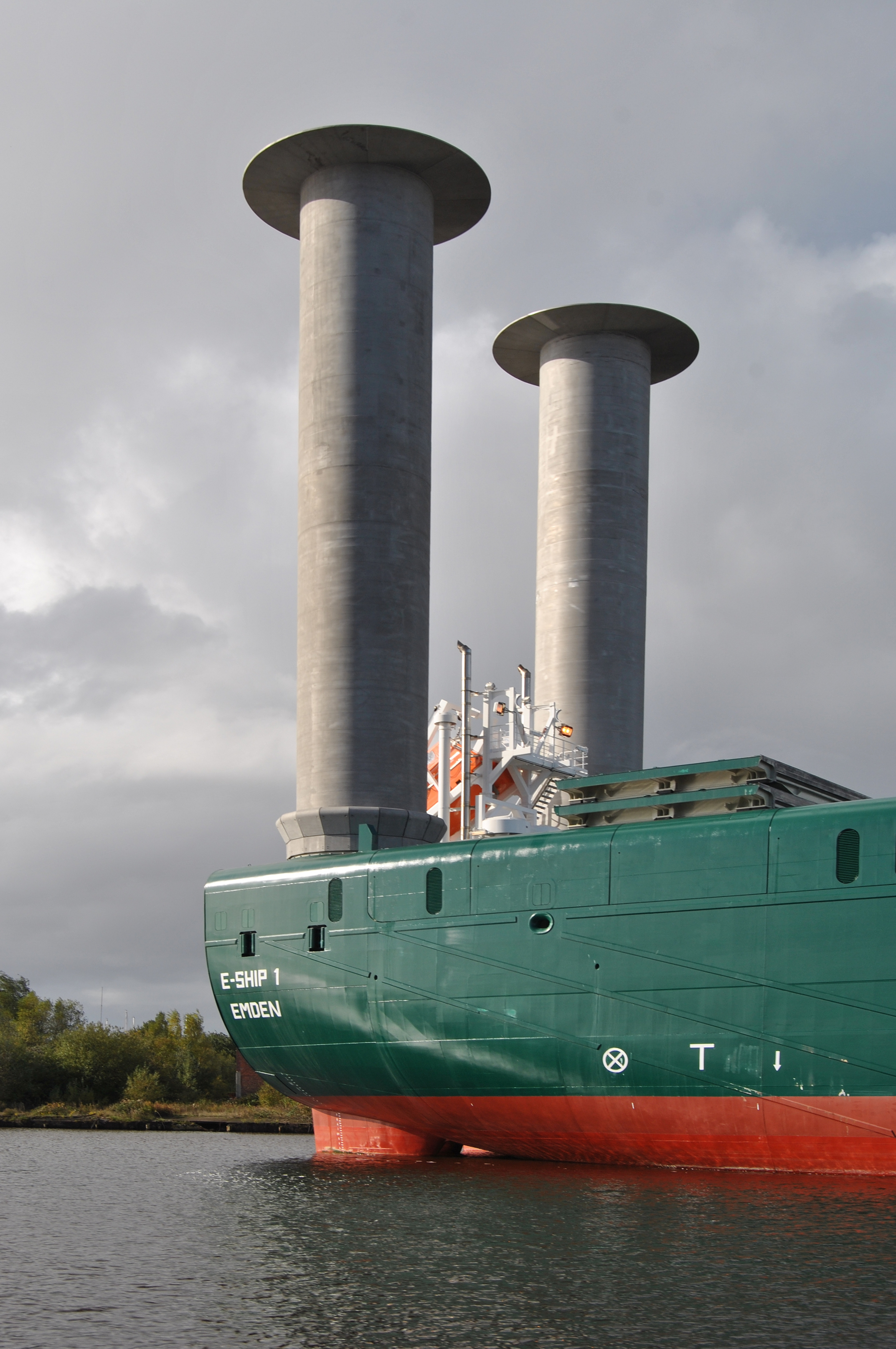
Zwei der vier Flettner-Rotoren der E-Ship 1

- Flettner-Rotor auf der Fähre „Copenhagen“ im EinsatzBuckau (später umbenannt in Baden-Baden): Mit dem bei der Germaniawerft Kiel zum Rotorschiff umgebauten Dreimastschoner Buckau sammelte Flettner erste praktische Erfahrungen mit der von ihm entwickelten neuartigen Antriebsart.[8] Die Buckau, die 1924 mit zwei Rotoren zu ihrer Probefahrt auslief, wurde bei Windstille und eingeschränktem Fahrwasser durch einen Hilfsmotor, der auf einen Propeller wirkte, angetrieben. Nach verschiedenen Tests unter variablen Wetterbedingungen erreichte Flettners Rotorschiff, nun umbenannt in Baden-Baden, nach einer erfolgreichen Atlantiküberquerung am 9. Mai 1926 New York.
- Barbara: Für die Rob. M. Sloman jr. Reederei in Hamburg wurde am 28. Juli 1926 die bei der AG „Weser“-Werft in Bremen gebaute, 2077 BRT große und 87 Meter lange Barbara in Dienst gestellt.[9] Im Auftrag der Reichsmarine wurde das Frachtschiff mit drei Flettner-Rotoren als Zusatzantrieb ausgerüstet. Es kreuzte bei Windgeschwindigkeiten um Beaufort 4 mit vier Knoten Geschwindigkeit gegen den Wind, vor dem Wind kreuzte das Schiff angeblich sogar mit neun Knoten. Dennoch verloren Flettner-Rotoren in den Jahren nach 1930 den wirtschaftlichen Konkurrenzkampf gegen rein maschinelle Antriebe in gleichem Maße wie die Segelantriebe selbst.
- Die Flettner Jacht war ein 6 oder 7 Meter Freizeitboot, ausgestattet mit einem etwa 6 Meter hohen Flettner-Rotor mit zwei Endscheiben und einer weiteren Scheibe, dem Fence, zwischen dem unteren Drittel und den oberen zwei Dritteln des Zylinders. Das Boot wurde im Frühjahr 1925 umgebaut und fuhr in den Gewässern nahe Berlin. Flettners Fence stand schon im Patent von 1928[2] und wurde 1934 von A. Thom mit unwirtschaftlichen Drehzahlen durchgerechnet. Bei diesen Drehzahlen erreicht der Flettner Fence einen enormen Quertriebsbeiwert. Die Arbeit erzeugte viel Aufmerksamkeit, wodurch der Fence als Thom Disk bekannt wurde.[10][11]
- Flettners Rennjacht war ein 11 Meter Sportboot mit einem 5,8 Meter hohen Aluminium-Rotor. Es war die zweite Jacht, die 1925 einen Rotor bekam. Mit einem 4-PS-Motor wurden 300/min erreicht. Im Sommer 1925 verlor es das Rennen gegen ein Segelboot auf dem Wannsee, jedoch war die Krängung deutlich geringer.[10][12]
- Ein Spielzeugboot wurde vor 1926 mit einem Flettner-Rotor ausgestattet. Der motorlose Antrieb war ein auf gleicher Achse installierter Savonius-Rotor.[7]
- Ein unbenannter 30-Fuß-Marine-Kutter wurde 1925 von US-amerikanischen Schiffsbaustudenten des MIT, den Marineleutnants J. Kiernan und W. Hastings, kurz nach den ersten Berichten über die Buckau testweise mit einem Flettner-Rotor ausgestattet. Der Rotor war 2,9 m hoch, hatte 1,07 m Durchmesser und wurde mit einem 5-PS-Motor angetrieben. Die Endscheibe war dabei größer als bei den Konstruktionen von Flettner und wurde am Boot anstatt am Rotor befestigt.[12]
- Die 42 Fuß lange Motoryacht Tracker wurde 1984 (Ende der Ölpreiskrise) zu Demonstrationszwecken mit einem 7,32 m hohen und 1,06 m breiten Rotor ausgestattet. Der Rotor drehte mit bis zu 600/min und war zum nachträglichen Einbau entwickelt. Entworfen wurde er von der Windship Development Corp. und wurde von der Windfree Inc. gebaut.[13]
- Rotorboat: Ein 3,6 m langes Dingi mit 40 kg Eigengewicht ohne Segel wurde von Stephen Thorpe 2004 erst mit einem 2,5 m hohen schlanken konischen Flettner-Rotor ohne Endscheibe auf der Spitze und später mit einem 3 m hohen Rotor ausgestattet.[14][15] Es verbrauchte 25 Watt, um mit 800/min bei Windstärke 4 die Rumpfgeschwindigkeit zu erreichen.[15] Es fuhr bis mindestens 2007 vor der britischen Küste.[16]
- Uni-Kat Flensburg: Die Uni-Kat Flensburg wurde am Institut für Physik und Chemie und ihre Didaktik an der Universität Flensburg unter Professor Lutz Fiesser im Rahmen des Projekts PROA entwickelt. Die Schiffstaufe fand auf der Flensburg Nautics 2006 statt. Der Rotor bestand aus Kunststofffolie mit verstärkenden Aluminiumringen.
- E-Ship 1: 2006 gab der Windenergieanlagenhersteller Enercon bei der Kieler Lindenau-Werft Konstruktion und Bau eines 130 m langen Frachtschiffes in Auftrag. Sein Hauptantrieb ist dieselelektrisch, außerdem hat es vier Flettner-Rotoren. Stapellauf war am 2. August 2008, mitten in der Großen Rezession ab 2007. Wegen der Insolvenz von Lindenau wurde der Rumpf von E-Ship 1 nach Emden überführt und dort in der Cassens-Werft fertiggestellt. Der Laderaum wurde speziell für den Teiletransport von Windenergieanlagen des Eigentümers Enercon ausgestattet. Am 9. August 2010 fand die Jungfernfahrt des E-Ship 1 von Emden nach Dublin statt.[17] Im Oktober 2010 sollten die Einsparungen im Treibstoffverbrauch bei einer Mittelmeerfahrt ermittelt werden.[18]
- Cloudia: Die 2008 vorgestellte Cloudia[19] ist ein umgebauter Trimaran des Typs Searunner 34. Sie ist mit je einem 8,24 m und einem 6,4 m hohen Flettner-Rotor von 1,37 m Kerndurchmesser für maximal 400/min bestückt. Auf deren Oberfläche sind mehrere horizontalen Scheiben, so genannte Fences oder Thom-Disks, mit 2,44 m Durchmesser und 0,92 m Abstand zwischen den Scheiben installiert, um den Quertriebsbeiwert zu erhöhen. Es ist ein Demonstrationsboot stellvertretend für 1500 benötigte Salzwasserpartikel freisetzende autonom fahrende Boote des Brighter World-Projekts von John Latham und Stephen Salter zur Bekämpfung der Erderwärmung. Das Projekt will das Energie-Rückstrahlvermögen (Albedo) der Meeresoberflächen durch die Erzeugung Tiefer Stratuswolken (Hochnebel) verbessern. Damit würde sich die Abstrahlung der Erde um ca. 2 % erhöhen und die Atmosphäre etwas abkühlen.[20][21] Die Technik der Flettner-Rotoren wird genutzt, da diese einfacher zu bedienen sind als eine Takelage und komplett mit Strom aus Solarzellen betrieben werden können.[20][22][23]
- Estraden: Die Estraden ist weltweit der zweite RoRo-Frachter mit einem Flettner-Rotor. Das 1999 gebaute und für die Mann Lines in der Nord- und Ostsee fahrende Schiff wurde 2014 mit dem ersten und 2015 mit einem zweiten Rotor ausgerüstet und hat nun zusätzlich zum normalen Antrieb über Dieselmotoren einen Rotor am Heck und einen in der hinteren Mitte. Das vom finnischen Unternehmen Norsepower unter dem Namen Norsepower Rotor Sail entwickelte Antriebssystem soll sich durch eine höhere Leistung von früheren Flettner-Rotoren unterscheiden.[24][25][26] Es werde sechs Prozent Treibstoff eingespart.[26]
- Afros: Der Blue Planet Shipping (Piräus, Griechenland) gehörende Massengutfrachter der Baureihe SDARI 64 Ultramax wurde von der Werft Jiangsu Haitong Offshore Engineering (China) im Januar 2018 mit vier steuerbordseitig auf Schienen verschiebbaren Rotoren des Typs Anemoi Wind Engine ausgeliefert.[27][28] Das Schienensystem ermöglicht es die aus GFK bestehenden Rotoren während des ent- und beladens der Laderäume aus dem Arbeitsbereich der Kräne zu bewegen.[28][29] Es ist der erste Massengutfrachter mit Flettner-Rotoren und wurde auf den Greek Shipping Awards 2018 als Sieger der Kategorie 'Ship Of The Year' ausgezeichnet.[27]
- Viking Grace: Dieses seit 2013 in der Ostsee bei der Viking Line in Dienst stehende Passagier-Fährschiff hat 2018 einen Flettner-Rotor zur Treibstoffeinsparung erhalten.[30][31] Der Rotor ist 24 Meter hoch und hat einen Durchmesser von 4 Metern.[26] Es handelte sich um einen von April 2018 bis Ende 2019 dauernden Praxistest, wie viel Treibstoffersparnis auf der Route möglich wäre.
- Whirlwind: Unter dem Projektnamen „Eolos“ entwickelten und bauten Studenten der ETH Zürich 2016 einen 3,8 m hohen und etwa 65 cm breiten aufblasbaren Rotor für den Freizeitbereich. Die Anlage wurde in das 6,3 m lange Segelboot Whirlwind eingebaut. Der bis auf 80 cm einfahrbare faltbare Rotor, englisch foldable rotor, hat im Inneren eine Teleskopachse. Die Oberfläche besteht aus einem dreilagig laminiertem Segeltuch, das mit den nur geringfügig größeren Endscheiben verklebt ist. Der Innendruck während des Betriebs beträgt 0,2 bar.[32][33][34]
- Maersk Pelican, 2008 gebauter Tanker der dänischen Reederei A. P. Møller-Mærsk wurde 2018 nachträglich mit zwei Flettner-Rotoren von 30 Metern Höhe und 5 Metern Durchmesser ausgestattet. Es handelt sich um 'Rotorsails'-Module des Herstellers Norsepower. Im Oktober 2018 war der erste Test erfolgreich abgeschlossen.[4][26] Der Tanker wurde 2021 an Timberwolf Maritime verkauft und in Timberwolf umbenannt.[35]
- Im Juni 2018 wurde der 4200-Tonnen-Mehrzweckfrachter Fehn Pollux (Baujahr 1996) der Fehn Ship Management GmbH & Co. KG in Leer mit einem 18 Meter hohen Rotorsegel des Typs Eco Flettner ausgestattet.[36] Dieses entstammt dem Projekt Wind Hybrid Coaster der Hochschule Emden/Leer, des Maritimen Kompetenzzentrums (Mariko) und regionaler Unternehmen.[37][38][39] Laut Auswertung der Messergebnisse lassen sich, abhängig von der Schiffsgeschwindigkeit, zwischen 10 und 20 Prozent Treibstoff sparen. Wichtig ist, dass die Decksfläche zur Anströmung des Rotors frei ist.[40]
- Viking Glory, eine weitere Fähre der finnischen Reederei Viking Line wurde am 3. Juni 2019 von Xiamen Shipbuilding Industry Co. auf Kiel gelegt.[41][42] Erstmals wurde die Installation von zwei Flettner-Hilfsantriebsmodulen bereits bei der Planung einer Fähre berücksichtigt.[43] Die Fähre ist für die Route Turku–Åland–Stockholm konzipiert.[41] Die Praxiserfahrungen mit dem Flettner-Rotor der Viking Grace auf der gleichen Fährroute führten zur Entscheidung, das Schiff zwar für die Installation von Flettner-Rotoren vorzubereiten, sie aber nicht zu installieren.[44][45]
- Copenhagen: Die RoPax-Fähre der Reederei Scandlines auf der Route Rostock–Gedser wurde nachträglich mit einem Flettner-Rotor der Firma Norsepower ausgestattet.[46] Im ersten Betriebsjahr wurde die prognostizierte Senkung der CO2-Emissionen um 4–5 % erreicht, wonach für die Fähre Berlin auf der gleichen Route auch ein Rotor in Auftrag gegeben wurde.[47]
- SC Connector: Für die Ausrüstung des 1997 gebauten RoRo-Frachters der norwegischen Reederei Sea-Cargo mit zwei Rotorsegeln 2020 wurden diese so konstruiert, dass sie umgelegt werden können, damit das Schiff niedrige Brücken passieren kann.[48][49]
- Sea Zhoushan: Auf dem 2021 in China gebauten 340 Meter langen und 62 Meter breiten Erzfrachter wurden fünf 24 Meter hohe Flettner-Rotoren von Norsepower mit einem Durchmesser von 4 Metern installiert. Der VLOC (Very Large Ore Carrier) mit einer Tragfähigkeit von 325.000 tdw (IMO 9844112) wurde für das Pan Ocean Ship Management gebaut und soll in Langzeitcharter für den brasilianischen Bergbau-Konzern Vale fahren.[50]
- Berlin: Die 2016 fertiggestellte RoPax-Fähre mit Hybridantrieb der Reederei Scandlines ist das zweite auf der Nord-Süd-Verbindung Rostock-Gedser verkehrende Schiff, das einen Flettner Rotor bekommen hat. Die vorbereitenden Arbeiten wurden bereits im Mai 2021 vorgenommen. Das Aufsetzen des Rotors erfolgte im Frühjahr 2022[51]. Dieser Entscheidung ging ein Wirtschaftlichkeitstest auf der Copenhagen voraus.[47]

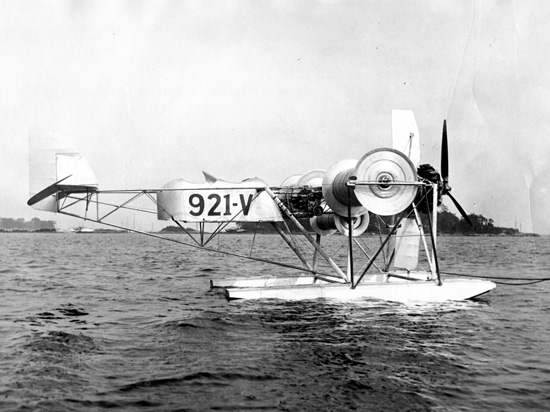
Die Plymouth A-A-2004, ein Wasserflugzeug mit Flettner-Rotoren an Stelle von Tragflächen

### Flugzeuge
Der Flettner-Rotor erzeugt eine Kraft senkrecht zur Richtung der anströmenden Luft. Das bedeutet, dass er als Tragfläche für ein Flugzeug eingesetzt werden kann. Bei gleicher Anströmgeschwindigkeit erzeugt ein Flettner-Rotor sogar einen deutlich höheren Auftrieb als ein starres Profil. Dies erlaubt eine besonders geringe Fluggeschwindigkeit. An Flugzeugmodellen mit etwa einem Meter Spannweite erwies sich dieses Prinzip als funktionsfähig. Die Modelle zeigten jedoch auch Probleme in Bezug auf die Fluglage: Die Corioliskraft der Rotoren koppelt Drehungen um die Hochachse mit Drehbewegungen um die Rollachse.
Ein Problem ist, dass ein Flettner-Flugzeug beim Ausfall des Rotorantriebs keinen Auftrieb mehr hat und abstürzt.
Etwa 1930 wurde mit der Plymouth A-A-2004 (Zulassung 921-V) der Prototyp eines Wasserflugzeuges mit Rotoren statt Tragflächen gebaut. Es ist jedoch nicht klar, ob dieses Flugzeug jemals geflogen ist. Konstruktionen für Menschen tragende Flugzeuge nach diesem Prinzip werden gelegentlich vorgeschlagen, haben jedoch bisher nicht das Stadium eines flugfähigen Prototyps in voller Größe erreicht.

### Windkraftanlagen mit horizontaler Achse
Windkraftanlagen dieses Typs, auf Englisch Magnus Wind Turbine (MWT) oder aktuell präziser Magnus Horizontal Axis Wind Turbine (Magnus HAWT) genannt, wurden mit zwei bis fünf Flettner-Rotoren anstatt Flügeln ausgestattet.
Die polnische Windkraftanlage Acowind A-63 hat drei Flettner-Rotoren.
Sie war die Demonstrationsanlage eines geplanten Windparks. Die Anlage wurde stillgelegt und das Gesamtprojekt beendet, weil Anlage und geplanter Windpark in einem Naturschutzgebiet liegen.
Nach vielen Jahren Entwicklung und etlichen Prototypen laufen in Japan zwei Kleinwindkraftanlagen mit horizontaler Achse und je fünf oberflächenoptimierten Flettner-Rotoren.

### Windkraftanlagen mit vertikaler Achse
Auf Englisch werden sie Magnus Vertical Axis Wind Turbine (Magnus VAWT) genannt.
Die Anlagen dieses Typs werden seit 2011 entwickelt um Taifune, Hurricanes wie auch Zyklone zu überstehen, wodurch sie die nicht weiter definierte Klasse Typhoon-Proof Wind Turbine erreichen. Die Vorserienmodelle wurden mit drei Rotoren ausgestattet und waren für Wind mit bis 340 km/h (etwa 90 m/s) ausgelegt. Eine Testanlage mit 1 kW sollte bei beliebigen Typhoon-Windgeschwindigkeiten (über 118 km/h bzw. 32 m/s) immer noch Strom produzieren, konnte dies aber während der Testdauer nicht unter Beweis stellen.
Eine Vorserien-Demonstrationsanlage mit 10 kW hatte drei Rotoren und wurde auf der südlichsten japanischen Insel im Taifun-Gebiet (englisch typhoon alley) erprobt. Der Turm bekam nach der Testphase einen neuen Kopf mit nur zwei Rotoren und optimierten Luftleitflügeln, wie er für die patentierten kommerziellen 10 kW-Anlagen konstruiert wurde. Kontrolliert werden die Magnus VAWT über Internet per Satellit.
Eine zweite Demonstrationsanlage, die der kommerziellen 10 kW-Version entspricht, wurde auf den Philippinen errichtet, wo sie statistisch näher an einem vorbeiziehenden Taifun-Auge arbeitet. Die Anlagen können allen Windstärken außer der Hurricane Kategorie 5 (über 252 km/h) schadlos widerstehen und produzieren Strom bis Windgeschwindigkeiten von 144 km/h (40 m/s). Bislang wurde die Anlage auf den Philippinen während eines Taifuns durch herumfliegende Trümmerteile getroffen und für kurze Zeit abgeschaltet (Stand 2022).